# Martha Roby
Martha Dubina Roby (Montgomery, 26 luglio 1976) è una politica e avvocato statunitense, rappresentante dello Stato dell'Alabama alla Camera dei Rappresentanti dal 2011 al 2021.
Prima di essere eletta al Congresso ha lavorato in uno studio legale ed è stata consigliere comunale della città di Montgomery. In queste vesti ha sostenuto l'aumento dei costi delle sigarette e si è opposta alla privatizzazione del processo di smaltimento dei rifiuti domestici.